# Archestratos (Stratege)
Archestratos (altgriechisch Ἀρχέστρατος) war ein in der 2. Hälfte des 5. Jahrhunderts v. Chr. lebender athenischer Feldherr.
Er war einer der zehn Strategen, die nach der Schlacht von Notion (407 v. Chr.) zu Nachfolgern des Alkibiades im Kommando über die athenische Flotte ernannt wurden. Xenophon und Diodor erwähnen ihn danach nicht mehr, aber Lysias gibt an, dass er in Mytilene starb.